# マーク・ヘグステッド
デイヴィッド・マーク・ヘグステッド(David Mark Hegsted, 1914年3月25日 - 2009年6月16日)は、アメリカ合衆国の栄養学者。食べ物の摂取と心臓病との関係について研究していた。飽和脂肪酸の摂取とコレステロールの関係について調べ、食べ物を変えることによる健康の増進を目的とした食生活指針の作成に関わった。

## 生い立ちと教育
1914年3月25日、アイダホ州レックスバーグに生まれる。
1936年、アイダホ大学を卒業。
1940年にウィスコンシン大学から生化学の博士号を授与された。

## 研究者として
製薬会社のアボット(Abbott Laboratories)で化学者として1年間勤務したのち、1942年にハーヴァード公衆衛生大学栄養学科に入学する。
1962年に栄養学の教授に任命され、1978年までハーヴァード大学で教授職を務めた。
1978年にはアメリカ合衆国農務省食品栄養局長官に任命され、1982年まで務めた。同年、ハーヴァード大学医学部に採用され、ニュー・イングランド地域霊長類研究センター(The New England Regional Primate Research Center)の研究担当副所長になった。
アメリカ科学アカデミー(The United States National Academy of Sciences)の委員の1人に選出された。400を超える論文や著作を発表しており、1968年から1978年にかけて、雑誌『Nutrition Reviews』の編集者を務めた。アメリカ国立衛生研究所(The National Institutes of Health)、アメリカ国立研究評議会(The National Research Council)、食糧農業機関(The Food and Agriculture Organization)、世界保健機関(The World Health Organization)の諮問機関にも所属していたことがある。

## ヘグステッド方程式
1960年代初頭、ヘグステッドは食べ物の変化と血清コレステロールとの関係について調べた。ヘグステッドによれば、肉や卵に含まれるコレステロール(Cholesterol)や飽和脂肪酸(Saturated Fat)を摂取すると血中コレステロール値は上昇し、一価不飽和脂肪酸(Monounsaturated fat)を摂取すると数値はほとんど変わらず、ナッツ類や種子に含まれる多価不飽和脂肪酸(Polyunsaturated Fat)を摂取すると低下することが分かった。1965年にこの研究結果が雑誌『アメリカ臨床栄養学会誌』(「American Journal of Clinical Nutrition」)に掲載されると、ニューヨーク・タイムズはこの研究結果を大いに「称賛」した。
ミネソタ大学の生理学者、アンセル・キース(Ancel Keys)が独自に行っていた研究結果とともに、飽和脂肪の摂取量を減らす推奨を導き出した。
ヘグステッドが考案した「ヘグステッド方程式」(Hegsted Equation)は、血清総コレステロールに対する食事の影響について予測するために用いられる。
Δ Cholesterol (mg/dl) = 2.16ΔS − 1.65ΔP + 0.068ΔCmg/day
S = 飽和脂肪 (総カロリーに対する摂取割合), P = 多価不飽和脂肪酸（総カロリーに対する摂取割合） 、C = 食べ物に含まれるコレステロール
となる。
ヘグステッドは、食生活を変えることについてアメリカ農務省による国民への情報提供を奨励するため、1977年にアメリカ上院で開かれた「栄養と人間欲求に関するアメリカ上院選択委員会」(「The United States Senate Select Committee on Nutrition and Human Needs」)が発表した報告書「Dietary Goals for the United States」の起草にも携わった。果物、穀物、野菜の摂取を増やすことで、心臓発作や他の病気の発症の危険性を減らすのに役立つ可能性がある、と勧めるものであった。これは、アメリカ連邦政府が10年ごとに2回更新している「アメリカ国民に向けた食生活指針」(The Dietary Guidelines for Americans)の前身でもある。

## 砂糖業界との関係
ヘグステッドは砂糖業界から資金を提供されて研究を行っていた事実を、複数の研究者たちが明らかにした。これはヘグステッドの死後のことであった。この研究が将来に向けての栄養政策を決定付けるうえで重要となるかどうかについては議論の余地があるが、アメリカ合衆国における食生活の目標(The Dietary Goals)においては、アメリカ国民に対して「精製された糖およびその他の加工された糖の摂取量を約45%減らし、総摂取エネルギーの約10%以内にする」と推奨している。
2016年、「アメリカ砂糖協会(The Sugar Association)は、ヘグステッドを含む研究者たちに金を渡して買収し、糖分の過剰摂取に伴って発生する健康被害を長年に亘って隠してきた」という事実が、砂糖協会の保管記録から発見された。「砂糖業界は研究者たちを買収し、食事における指針を何十年にも亘って歪めてきた」「堕落した研究者と、捻じ曲げられた科学文献は、50年近くもの間、砂糖の摂取の危険性から目を逸らさせ、食べ物に含まれる脂肪への責任転嫁に成功した。低脂肪・高糖質な食事の推奨は、現在起こっている肥満の流行の重大な原因である」と書かれた。
これについて、砂糖協会は公式に表明を発表し、「我々としては、砂糖研究財団（砂糖協会の前身）は、すべての研究において、より高い透明性の責務を果たすべきであったということは認めるが、問題視されている研究が発表された当時は、資金開示や透明性の基準について、現在のように一般化されているわけではなかった」「ある業界から資金提供を受けた研究は腐敗したものになる、という烙印を押されるのは、不適切であるというだけでなく、酷い仕打ちだ」「我が協会は、砂糖と健康における役割についてなお理解しようと常に努力しているが、我々の主張は、質の高い科学と事実に基づいたものだ」と弁明した。
砂糖研究財団は、ハーヴァード大学の研究者3人、 - マーク・ヘグステッド、フレデリック・J・ステア(Frederick J. Stare)、ロバート・マクガンディ(Robert McGandy)  - に資金を提供し、砂糖と冠状動脈性心臓病を結びつける研究に対抗するのを目的とした批評を書くよう要請した。1967年にザ・ニュー・イングランド・ジャーナル・オブ・メディスン(The New England Journal of Medicine, NEJM)に掲載された批評では、砂糖の摂取が冠状動脈性心臓病につながる証拠は限られていることを「発見」し、心臓病の危険性がある患者に対し、砂糖の消費については「気にすることはない」と書かれた。NEJMは、1984年までは研究者に対して資金の開示を要求しておらず、研究者は利益相反を開示する必要が無く、彼ら3人は砂糖研究財団から金を渡された事実を明らかにしなかった。
ヘグステッドらが砂糖協会から金を受け取っていた事実を公表したカリフォルニア大学サンフランスィスコ校のクリスティン・E・カーンズ(Cristin E. Kearns)は、2000ページに及ぶ内部文書を保管しているという。カーンズによれば、砂糖研究財団がのちに政策立案者に提供した小冊子で引用した論文は、アメリカ国民に低脂肪食を薦めることで、砂糖の市場占有率を拡大させたがっていた業界の目論見の後押しになったという。
砂糖研究財団の副会長兼研究責任者、ジョン・ヒクスン(John Hickson)は、栄養研究の動向を注意深く監視していた。カーンズが明らかにした1964年の内部稟議で、ヒクスンは、「砂糖研究財団が『砂糖を拒否する態度』に対抗できるようにするための『重要な計画に着手しよう』」と考えていた。ヒクスンは、ハーヴァード公衆衛生大学栄養学科の学科長を務めていたフレデリック・ステアを、砂糖研究財団の科学諮問委員会に参加させた。1965年7月、砂糖と冠状動脈性心臓病の発症を関連付ける記事が『Annals of Internal Medicine』に掲載されると、ヒクスンはヘグステッドに助けを求めた。ヒクスンは、ヘグステッド、ステア、マクガンディに対して6500ドルを支払う契約を結んだ。これは現在の48900ドルに相当する。
これらの一連の出来事の詳細は、アメリカ医師会雑誌(The Journal of the American Medical Association, JAMA)に掲載された。
2018年、科学学術雑誌サイエンスはこのように砂糖産業の関与が食生活指針に悪影響を与えたとする主張は歴史的証拠に基づいていないとする記事を掲載した。研究と政策において避けられない紆余曲折を悪意のある企みによるものであると解釈することは重大な危険があるとして批判している。

## 死
2009年6月16日、ヘグステッドはマサチューセッツ州ウェストウッドで亡くなった。妻マクスィーンとの間には息子が1人いた。

## 参考
1. 1 2 3 4  Jeremy Pearce (2009年7月8日). “D. Mark Hegsted, 95, Harvard Nutritionist, Is Dead”.  The New York Times. 2009年7月9日閲覧。
2. 1 2  Christina Roache (2009年6月19日). “D. Mark Hegsted, National Force in Science of Human Nutrition, Dies”.   Harvard School of Public Health press release. 2009年6月24日時点のオリジナルよりアーカイブ。2021年10月2日閲覧。
3. ↑  Grundy, S M and Denke, M A (July 1990). “Dietary influences on serum lipids and lipoproteins: Table 1”. The Journal of Lipid Research 31:  1150.
4. ↑  Anahad O'Connor (2016年9月12日). “How the Sugar Industry Shifted Blame to Fat”.  The New York Times. 2021年10月2日閲覧。
5. ↑  Kearns, CE; Schmidt, LA; Glantz, SA (12 September 2016). “Sugar Industry and Coronary Heart Disease Research: A Historical Analysis of Internal Industry Documents.”. JAMA Internal Medicine 176 (11):  1680–1685. doi:10.1001/jamainternmed.2016.5394. PMC 5099084. PMID 27617709.
6. 1 2  “Was there ever really a 'sugar conspiracy'?”. Science 359 (6377):  747–750. (2018). Bibcode: 2018Sci...359..747J. doi:10.1126/science.aaq1618.
7. ↑  Goal 3 in United States. Congress. Senate. Select Committee on Nutrition and Human Needs. “Dietary goals for the United States”.   Washington : U.S. Govt. Print. Off. via Internet Archive. 2019年1月12日閲覧。
8. ↑  BETH MOLE (2016年9月13日). “Sugar industry bought off scientists, skewed dietary guidelines for decades”. arstechnica.com. 2021年10月2日閲覧。
9. ↑  “The Sugar Association Statement on Kearns JAMA Study”.  The Sugar Asscoation. 2016年9月12日時点のオリジナルよりアーカイブ。2021年10月2日閲覧。
10. 1 2  GILLIAN MOHNEY (2016年9月14日). “Sugar Industry Paid for Medical Review in 1960s That Downplayed Link Between Sugar and Heart Disease, Report Finds　The research downplayed the link between sugar and heart disease.”. ABC NEWS. 2021年10月4日閲覧。
11. ↑  Melissa Bailey (2016年9月13日). “How the sugar industry artificially sweetened Harvard research”. www.pbs.org. 2021年10月4日閲覧。
12. ↑  Sugar Industry and Coronary Heart Disease Research　A Historical Analysis of Internal Industry Documents Cristin E. Kearns, DDS, MBA, Laura A. Schmidt, PhD, MSW, MPH, and Stanton A. Glantz, PhD. JAMA Intern Med. 2016 Nov 1; 176(11): 1680–1685. doi:10.1001/jamainternmed.2016.5394
13. ↑  Sugar Industry and Coronary Heart Disease Research　A Historical Analysis of Internal Industry Documents Cristin E. Kearns, DDS, MBA; Laura A. Schmidt, PhD, MSW, MPH; Stanton A. Glantz, PhD. JAMA Intern Med. 2016;176(11):1680-1685. doi:10.1001/jamainternmed.2016.5394